# 岩屑堆

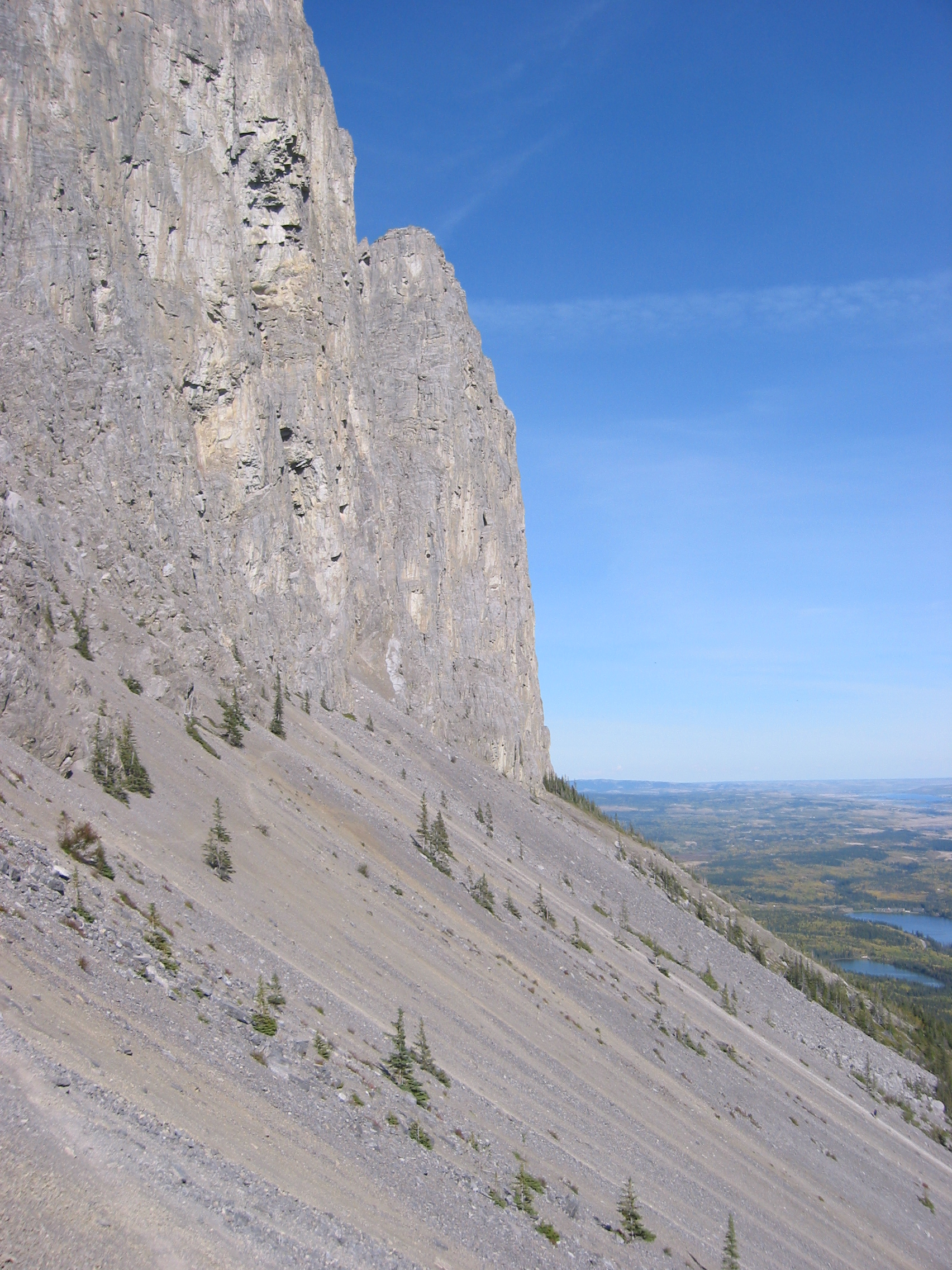
加拿大阿尔伯塔省约翰·劳里山脚下的塌砾堆。

岩屑堆（Scree）是通过所毗邻的崖面周期性崩塌，聚集在悬崖、山脉峭壁、火山或谷地底部的碎裂岩石堆。与这些地层相关的地貌通常被称为“塌砾堆”或“塌砾坡”。当岩屑堆的倾斜度达到颗粒平均直径的最大休止角时就会形成典型的凹面结构
岩屑堆（scree）这一术语来自古诺尔斯语中的山崩（skriða）一词 ，而塌砾（talus）在法语的意思是指斜坡或堤坎。

## 形成

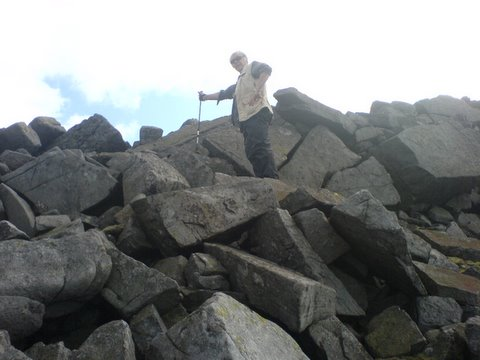
英国克罗斯山西麓塌砾堆上的登山者.

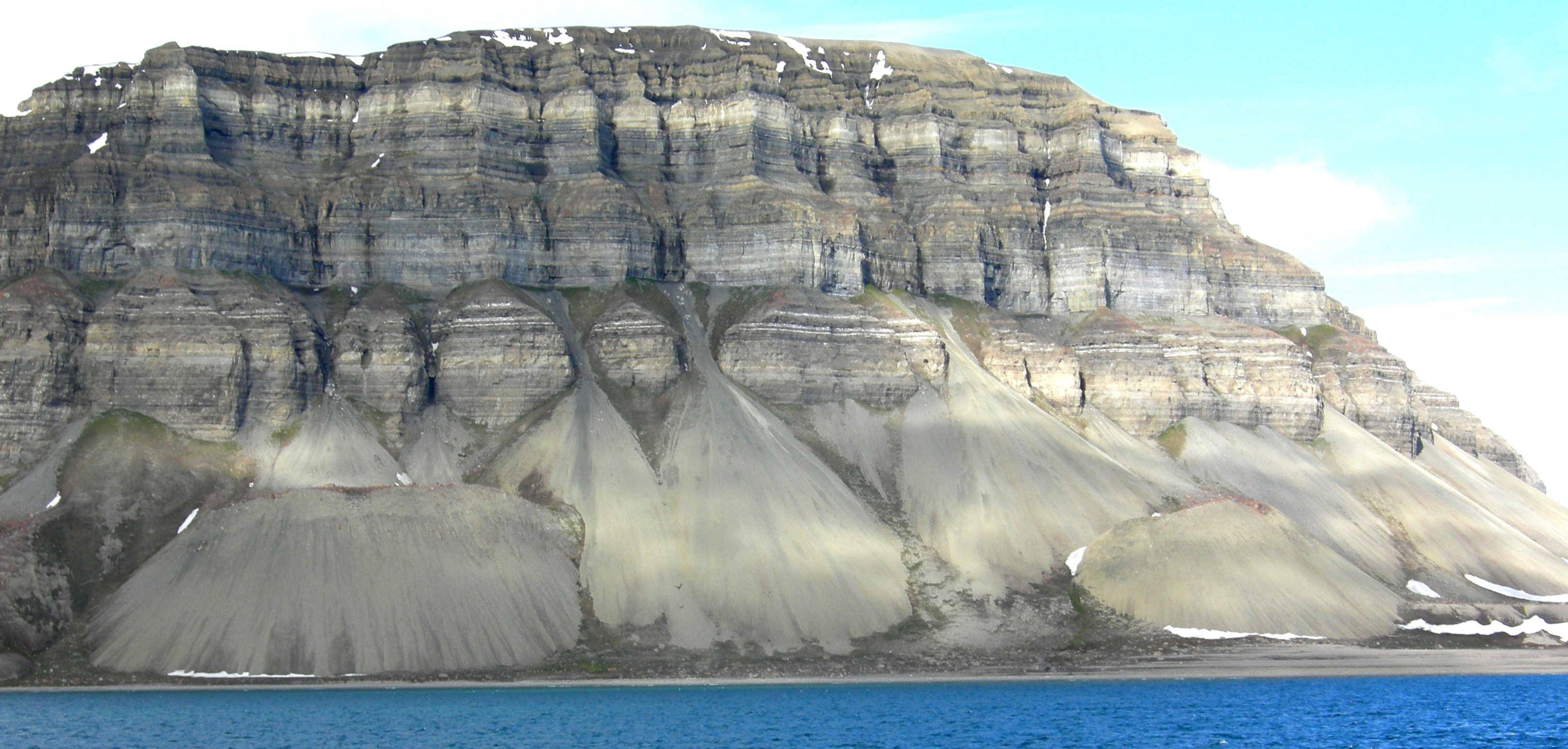
挪威斯瓦尔巴伊斯峡湾北岸的塌砾锥。

岩屑堆或塌砾堆是作用在岩石表面的物理和化学风化及侵蚀的结果。很大程度上主要是地区性气候（温度、降水量等）造成岩质坡退化。典型示例包括:
- 冰的风化作用
- 矿物水合、溶解和盐结晶形成的化学风化
- 温度应力
- 局部应力
- 生物作用

岩屑堆的形成通常归因于山脉壁体中冰的形成。白天水可以渗透进节理中并停留在岩壁内。一旦温度大幅下降，如在夜晚开始的降温，则里面的水份就可能会结冰。由于水在结冰时体积会膨胀9%，能产生较大的力，或者在不稳固的地方产生新的裂缝或楔块，尤其是山体边沿部分（急冻和水融）这种作用特别明显。融冻生产的岩屑堆一般认为在春天和秋天出现最多，因为此时的日常温度一般在冰点上下波动，能融化形成充足的水流。
结冻/融冰过程生产岩屑堆的效率是科学界争论的话题。许多研究人员认为，在大型开放式裂纹系统中结冰可产生巨大压力的假设是不现实的，他们提出水和冰直接流出裂缝时才形成压力。很多人认为，如同永久冻土带土壤中的冻胀现象一样，冻胀作用事实上对寒冷环境下的悬崖风化可能起了很重要的作用

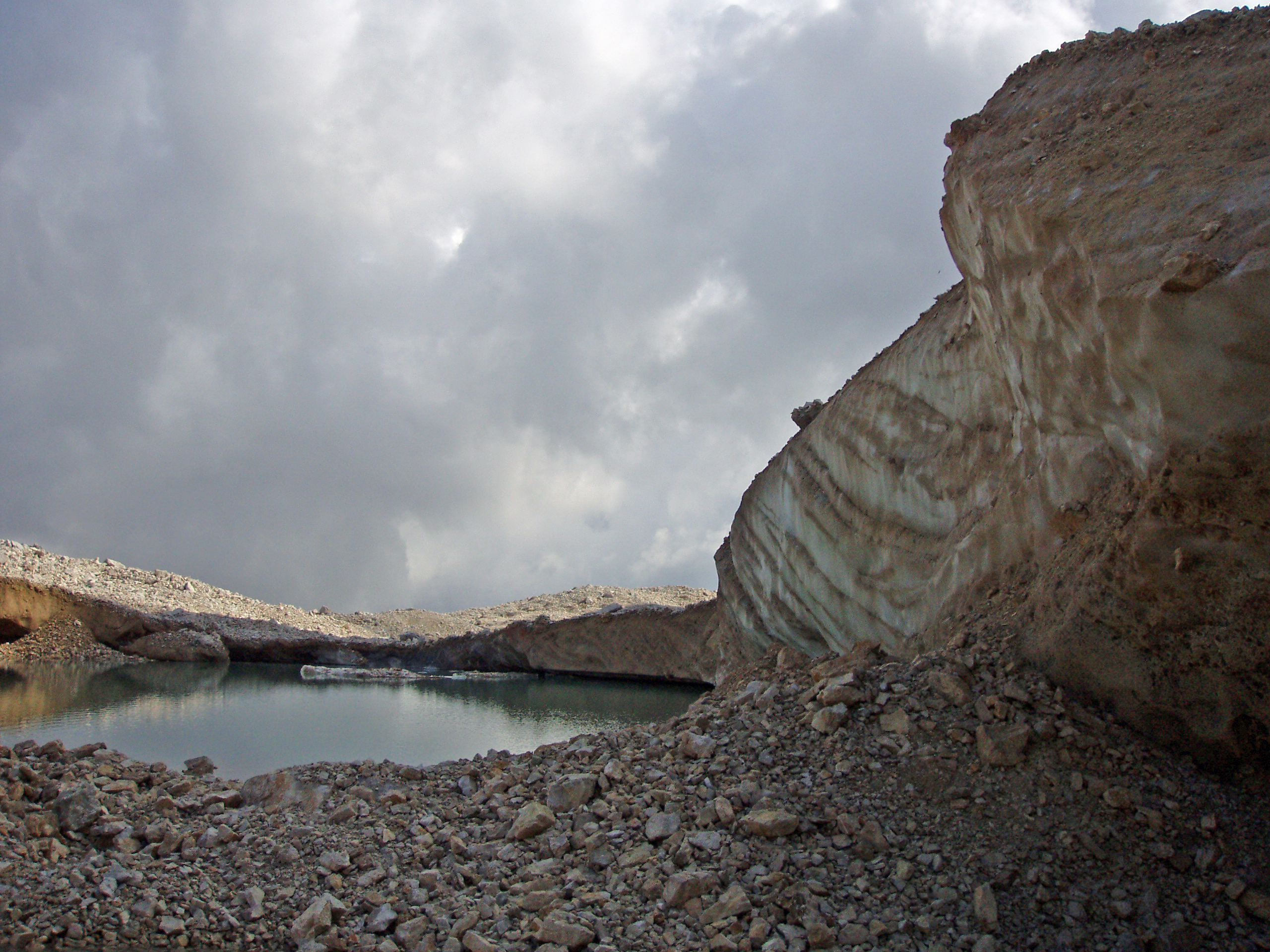
意大利多洛米蒂山脉中的莱赫德尔龙湖

岩屑堆可掩盖一条冰川。例如意大利多洛米蒂山脉塞拉石林（Sella Group）中的莱赫德尔龙湖（Lech dl Dragon），其水源就来自厚厚碎岩层下所隐藏的冰川，该冰川的融化速度也因这层碎岩的保护而放缓。
只要有充足的时间，山体岩坡也可以完全被自身的岩屑堆所覆盖，形成一层新地层，这种斜坡通常被称为岩屑斗篷。

## 分类
岩屑堆的构成物可分为：
- 碎屑物 : 砾石、砂、泥（淤泥・黏土）。
- 火山碎屑 : 火山岩块・火山弹、火山砾・浮岩・火山渣、火山灰等。
- 生物遗骸
- 水溶物结晶

## 图集

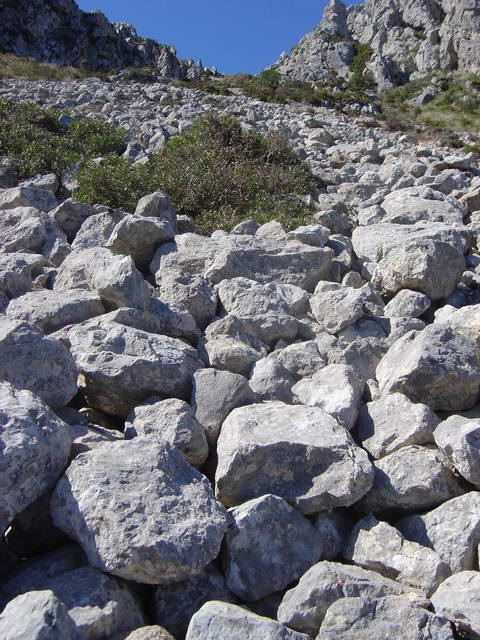
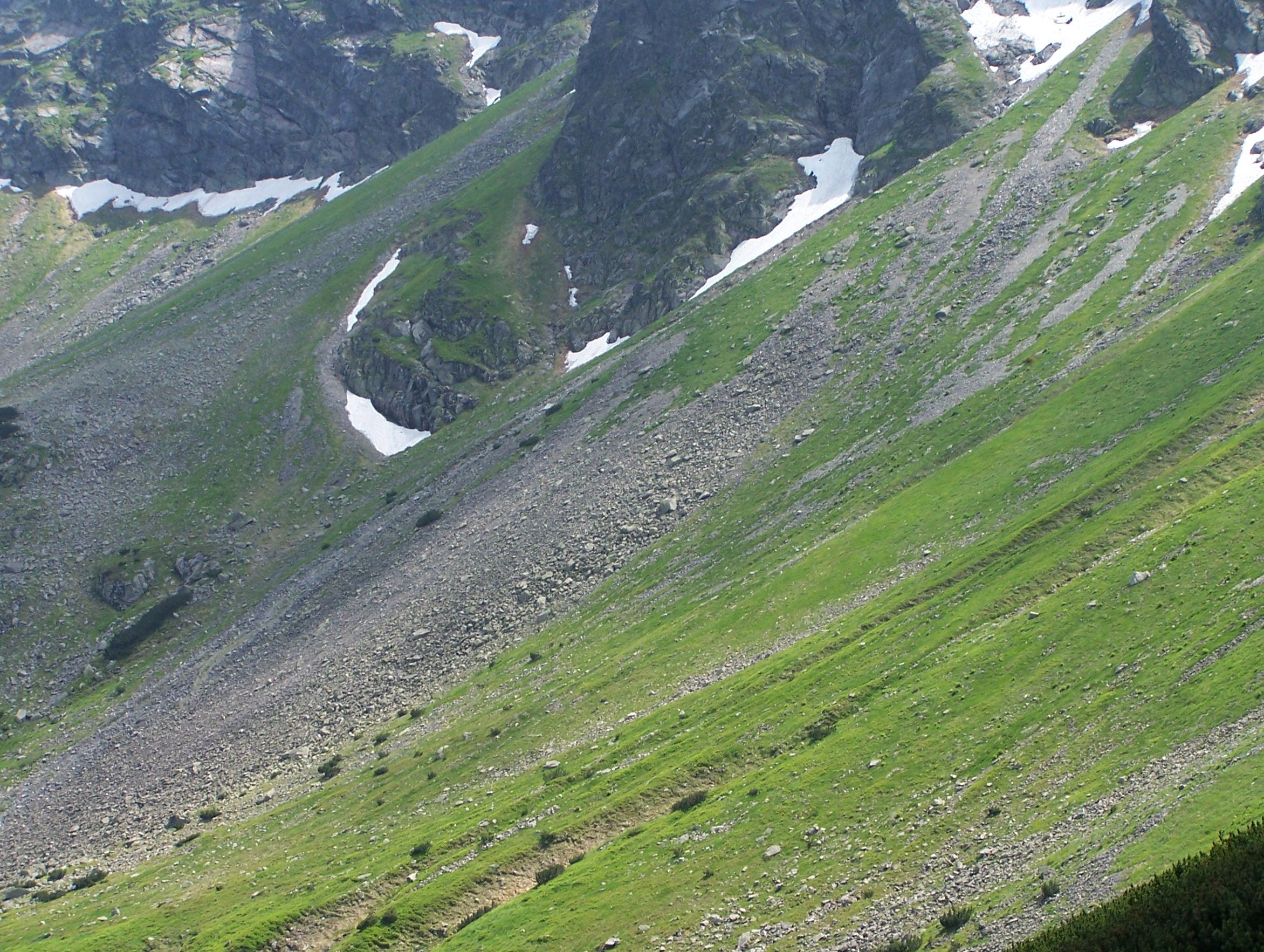
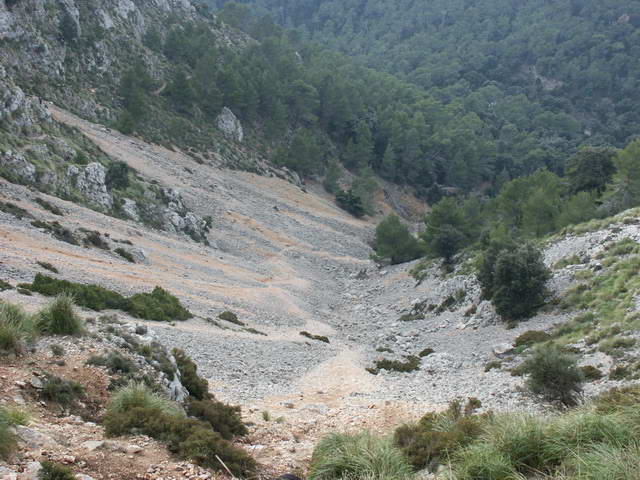
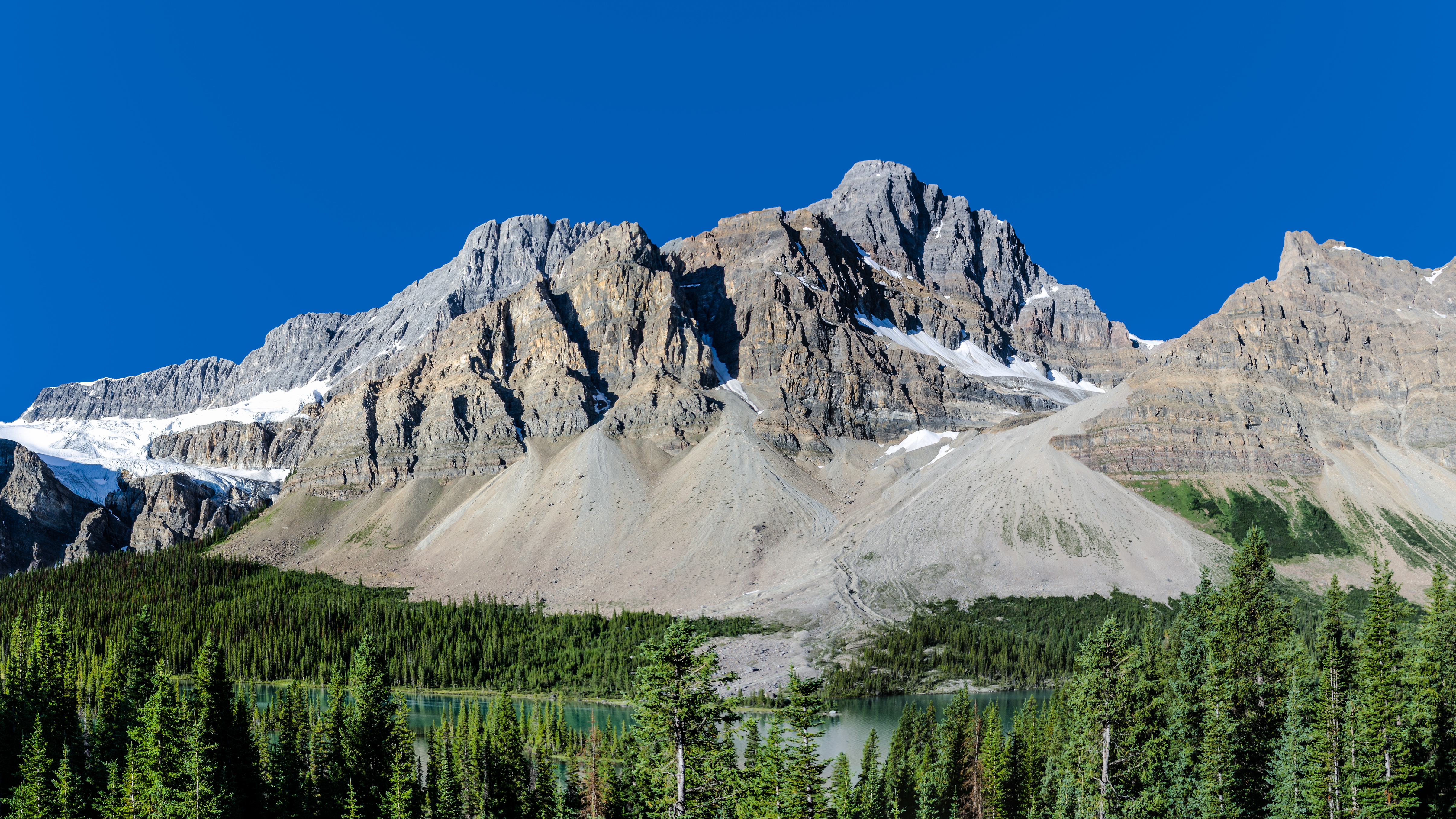
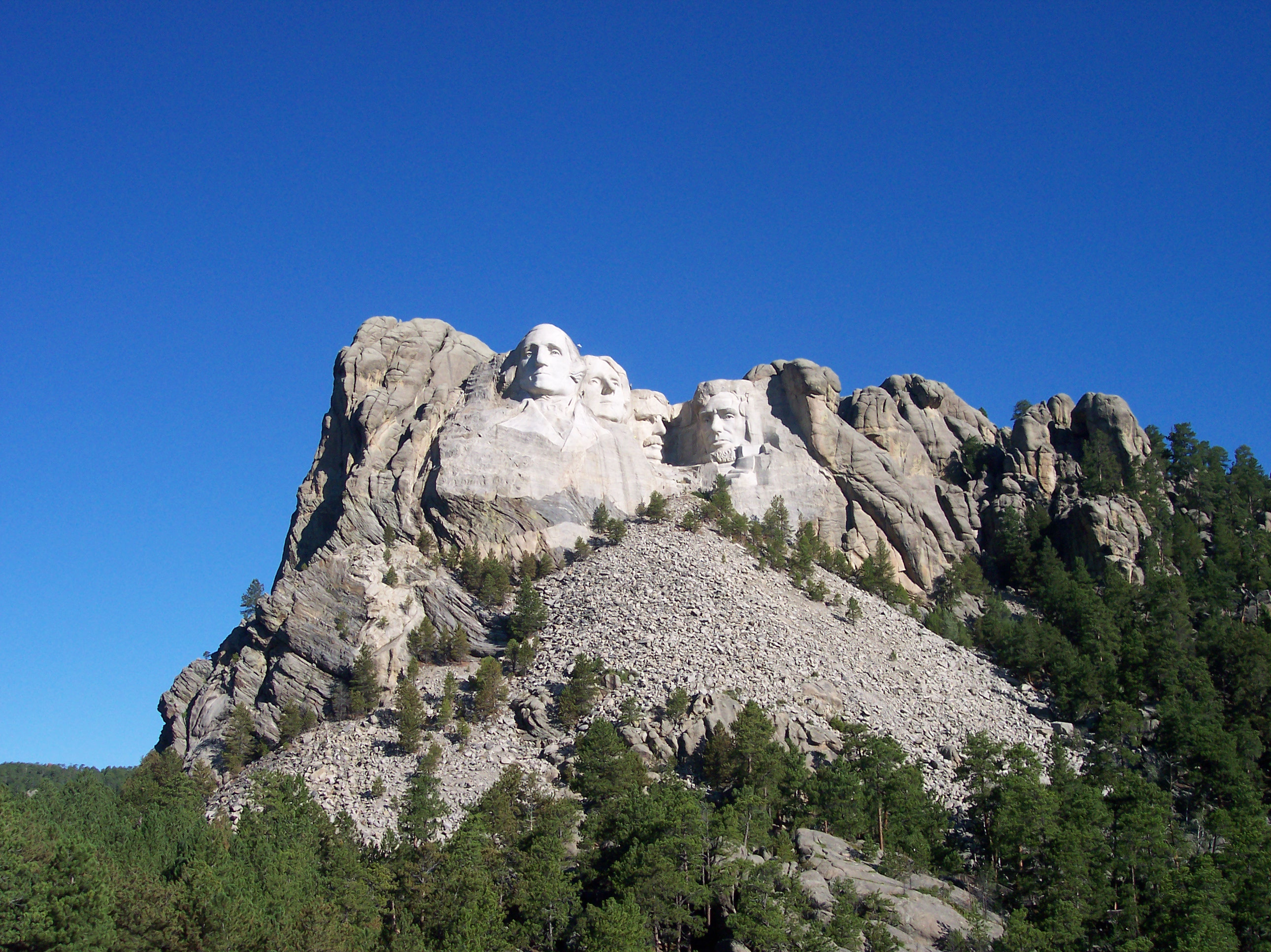
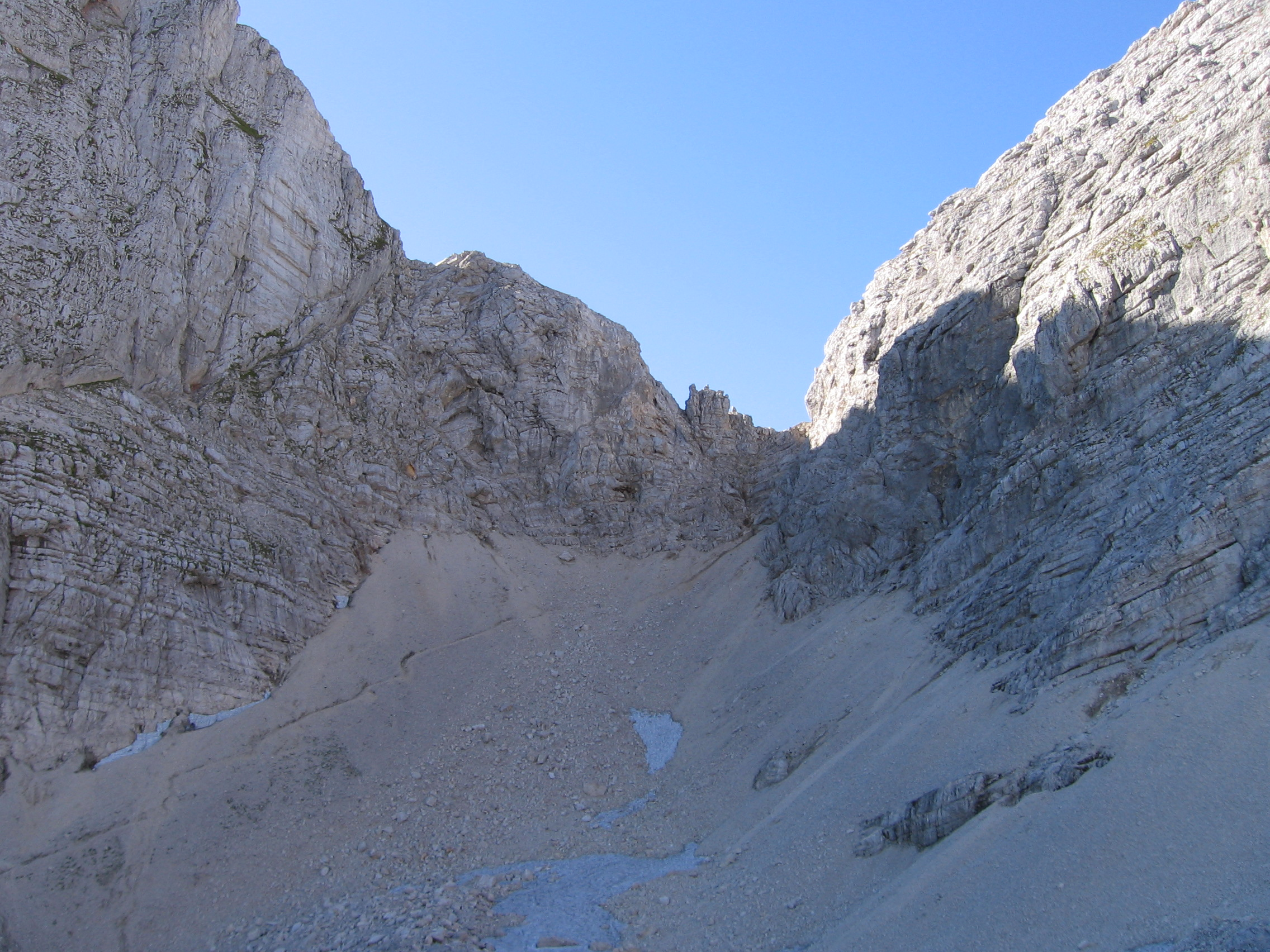
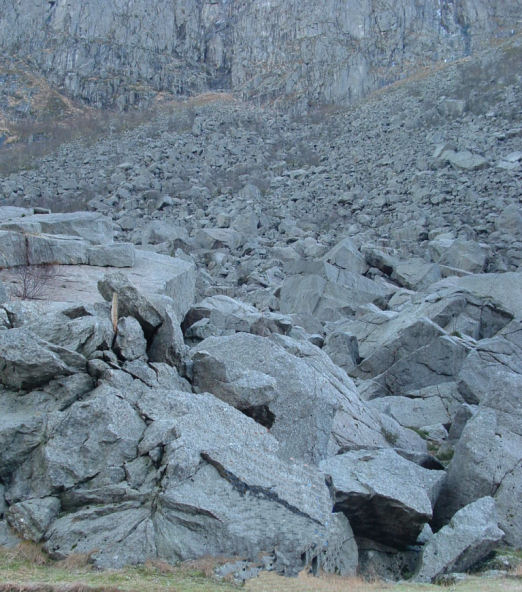
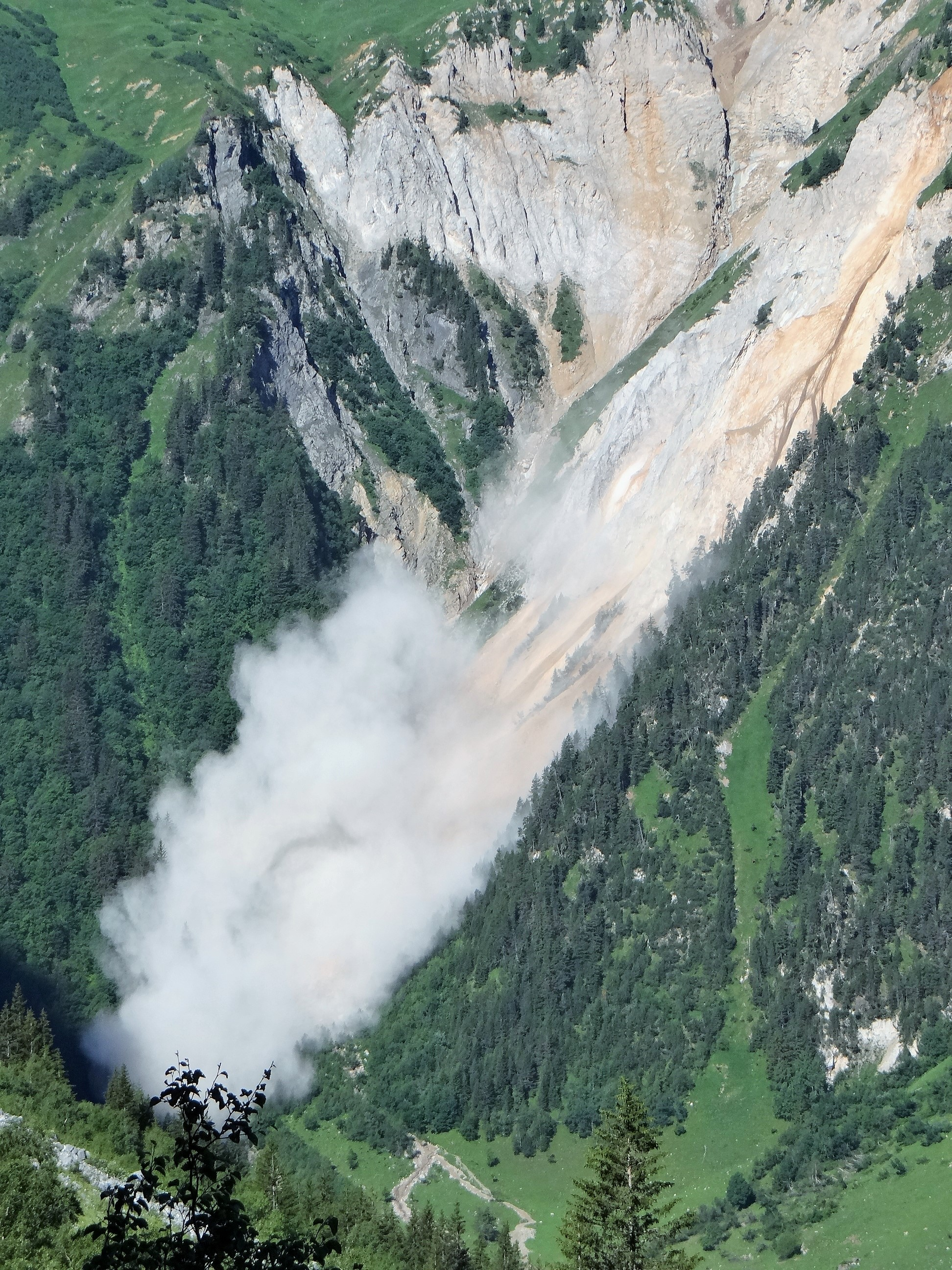
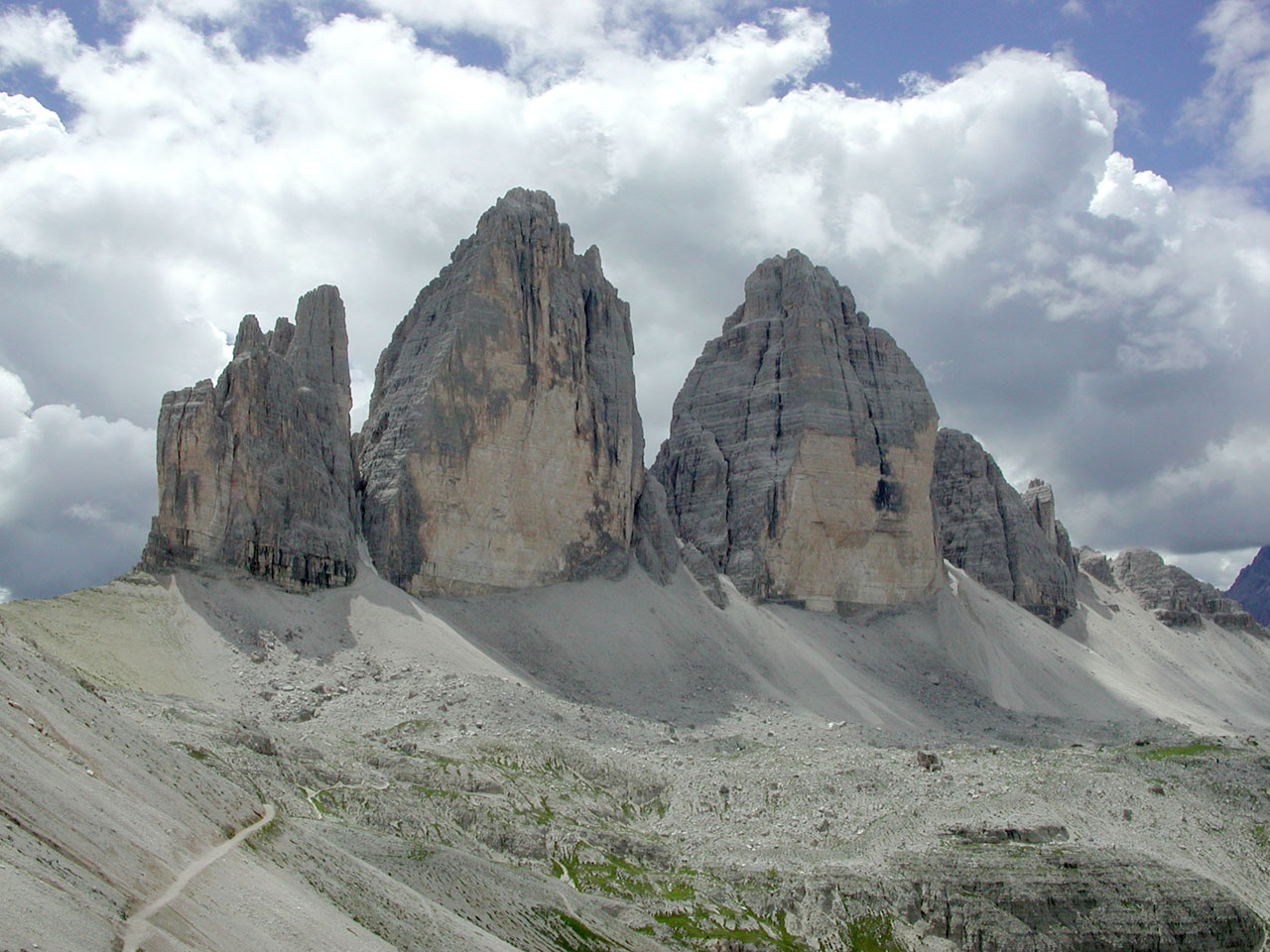
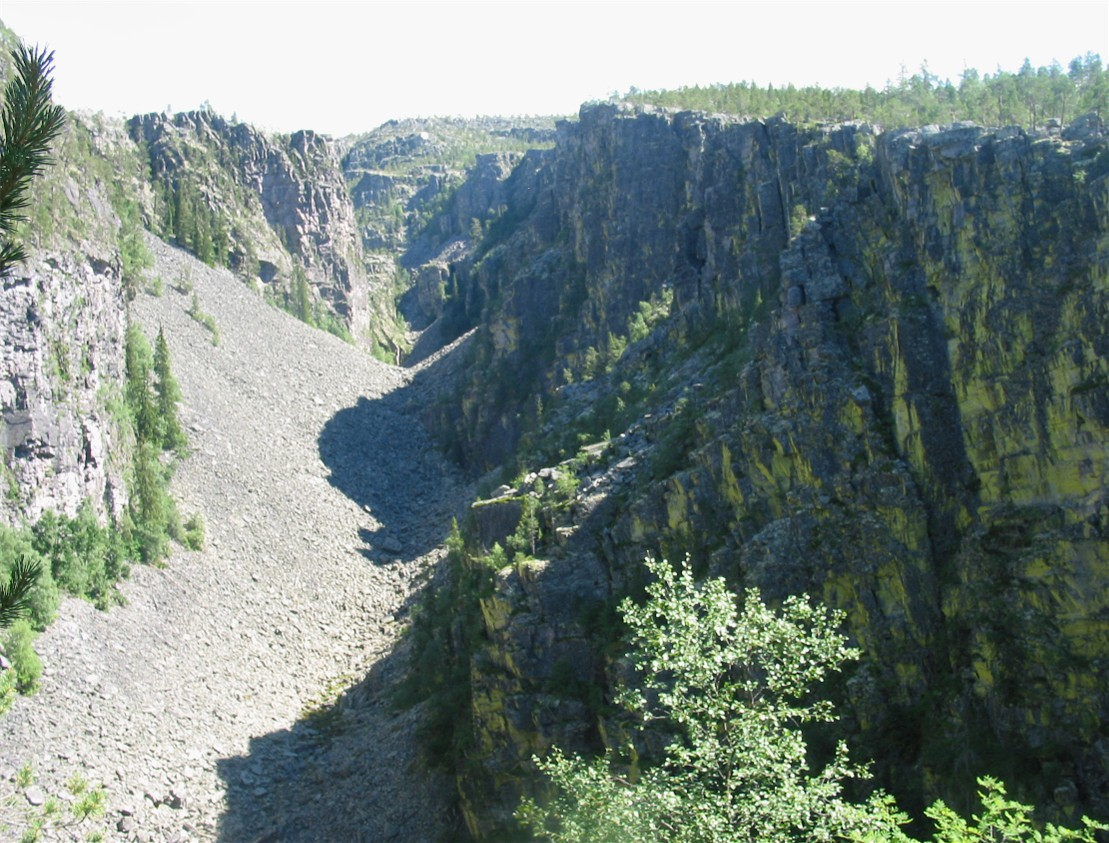

## 另请参阅
- 荒原
- 熔岩山梁
- 块体运动
- 风化作用

## 参引资料
1. ↑  Harper, Douglas. . Online Etymology Dictionary.   [2006-04-20].
2. ↑  Harper, Douglas. . Online Etymology Dictionary.   [2008-12-01].
3. ↑  . bab.la language portal.   [2011-12-10]. （原始内容存档于2012-06-13）.
4. ↑  Whalley, WB. . Brunsden, D.; Prior, DB  (编). . Chichester: John Wiley and Sons. 1984: 217–256.
5. ↑  Hallet, B. . Science. 2006, 314 (5802): 1092–1093. PMID 17110559. doi:10.1126/science.1135200.
6. ↑  Walder, J; Hallet, B. . Geological Society of America Bulletin. 1985, 96 (3): 336–346. Bibcode:1985GSAB...96..336W. doi:10.1130/0016-7606(1985)96<336:ATMOTF>2.0.CO;2.
7. ↑  Murton, JB; Peterson, R; Ozouf, J-C. . Science. 2006, 314 (5802): 1127–1129. Bibcode:2006Sci...314.1127M. PMID 17110573. doi:10.1126/science.1132127.